# Listă de regizori armeni
Aceasta este o listă de regizori de film armeni:

Cuprins: Început - 0–9 A B C D E F G H I J K L M N O P Q R S T U V W X Y Z

## A
- Atom Egoyan

## B
- Amo Bek-Nazarov
- Hamo Beknazarian

## D
- Frunze Dovlatian

## E
- Atom Egoyan

## G
- Robert Guediguian

## H

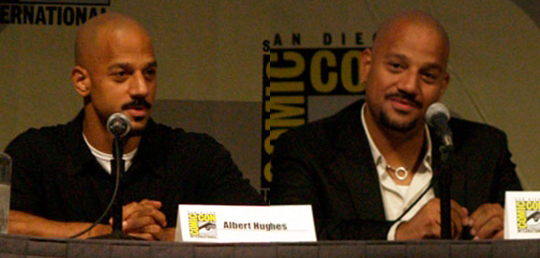
Frații Hughes

- Frații Hughes: Albert Hughes și Allen Hughes

## K
- Edmond Keosayan
- Alek Keshishian

## M
- Henrik Malyan
- Rouben Mamoulian
- Gennadi Melkonian

## P
- Sergei Parajanov
- Artavazd Peleshyan

## T
- Garine Torossian

## V
- Mikhail Vartanov
- Henri Verneuil

## Z
- Steve Zaillian